# Iso-Salminen och Pieni-Salminen
Iso-Salminen och Pieni-Salminen är en sjö i kommunerna Pielavesi och Kuopio i landskapet Norra Savolax i Finland. Sjön ligger 137,9 meter över havet. Den är 11,2 meter djup. Arean är 36 hektar och strandlinjen är 4,07 kilometer lång. Sjön  ingår i Kymmene älvs huvudavrinningsområde.   Den ligger omkring 43 kilometer nordväst om Kuopio och omkring 350 kilometer norr om Helsingfors. 
Iso-Salminen och Pieni-Salminen ligger norr om Kankainen. 